# 카일라 (가수)
카일라 (본명: 카일라 솔희 매시, 본명 영어: Kyla Solhee Massie) 2001년 12월 26일 ~ )는 미국의 가수이다. 과거 대한민국의 걸 그룹 프리스틴에서 래퍼를 맡았었다.

## 생애
카일라는 2001년 12월 26일 미국 인디애나주 먼시에서 출생하였고 로스 앤젤레스에서 성장했으며, 2014년 서울로 이주했다. 이후 2017년 3월 21일 프리스틴의 멤버로 데뷔했다.

## 학력
- Fair Oaks Elementary
- Albert Einstein Academy
- iLEAD Exploration
- 서울외국인학교 고등부 (졸업)